# Parafia Wniebowzięcia Najświętszej Maryi Panny w Jaryszowie
Parafia Wniebowzięcia Najświętszej Maryi Panny w Jaryszowie – rzymskokatolicka parafia dekanatu Ujazd Śląski diecezji opolskiej.
Parafia mieści się przy ulicy Strzeleckiej. Prowadzą ją księża diecezjalni.

## Zasięg parafii
Do parafii należą wierni z miejscowości: Jaryszów, Grzeboszowice - 5,5 km, Nogowczyce - 1,5 km, i Sieroniowice - 4 km.

## Duszpasterze

### Proboszczowie
- ks. Bernard Gerlic
- ks. Krystian Krawiec

### Duchowni pochodzący z parafii
kapłani:
- ks. Wilhelm Ogaza
- ks. Marcin Wilczek
- ks. Konrad Duk SVD

siostry zakonne:
- s. Dorota Palus ABMV
- s. Ewa Marianna Kupka ABMV
- s. Magdalena Sylwia Palus ISSM

### Duchowni pochowani na terenie parafii
- ks. Bernard Gerlic - zm. 18 stycznia 1996 w Opolu

## Kościoły i kaplice na terenie parafii
- Kościół Wniebowzięcia Najświętszej Maryi Panny w Jaryszowie - kościół parafialny
- Kościół Matki Bożej Fatymskiej w Sieronowicach - kościół filialny.

## Cmentarze
Cmentarz parafialny w Jaryszowie.